# Opération Matterhorn
Pour l'opération de rapatriement de touristes de 2019, voir Thomas Cook (entreprise)#Années 2010 et faillite.
Théâtre d'Asie du Sud-Est de la Guerre du Pacifique
Batailles
- Opération Cockpit
- Opération Transom
- Opération Matterhorn (Pelembang - Kuala Lumpur)
- Bombardements de Bangkok (1942-45)
- Bombardements de Singapour (1944-45)
- Opération Crimson
- Opération Banquet (Padang)
- Opération Light
- Opération Millet
- Opération Outflank (Robson - Lentil - Meridian)
- Opération Sunfish
- Opération Bishop
- Opération Balsam
- Opération Collie
- Opération Livery

L'opération Matterhorn est une opération de bombardements stratégiques par l'United States Army Air Forces sur les forces japonaises à la fin de la Seconde Guerre mondiale, de juin 1944 à mars 1945.
Les avions utilisés étaient des Boeing B-29 Superfortress basés dans l'est de l'Inde et l'ouest de la Chine. Les cibles incluaient l'archipel japonais lui-même et les bases de l'Armée impériale japonaise en Chine et en Asie du Sud-Est. La première opération touchant le Japon lui-même a été le bombardements de Yahata dans la nuit du 15 au 16 juin 1944.
Le nom de l'opération vient du Matterhorn (nom en suisse-allemand du Cervin mais également d'un pic de Californie), une montagne réputée difficile à escalader.
| Groupe                            | Lieu                              | déploiement                              |
| --------------------------------- | --------------------------------- | ---------------------------------------- |
| 40th Air Expeditionary Wing (en)  | Chakulia Airfield, Inde           | Xian de Xinjin (A-1), Chine              |
| 444th Air Expeditionary Wing (en) | Dudhkundi Airfield, Inde          | Guanghan (A-3), Chine                    |
| 462d Air Expeditionary Group (en) | Piardoba Airfield, Inde           | Kuinglai Airfield\|Kuinglai (A-5), Chine |

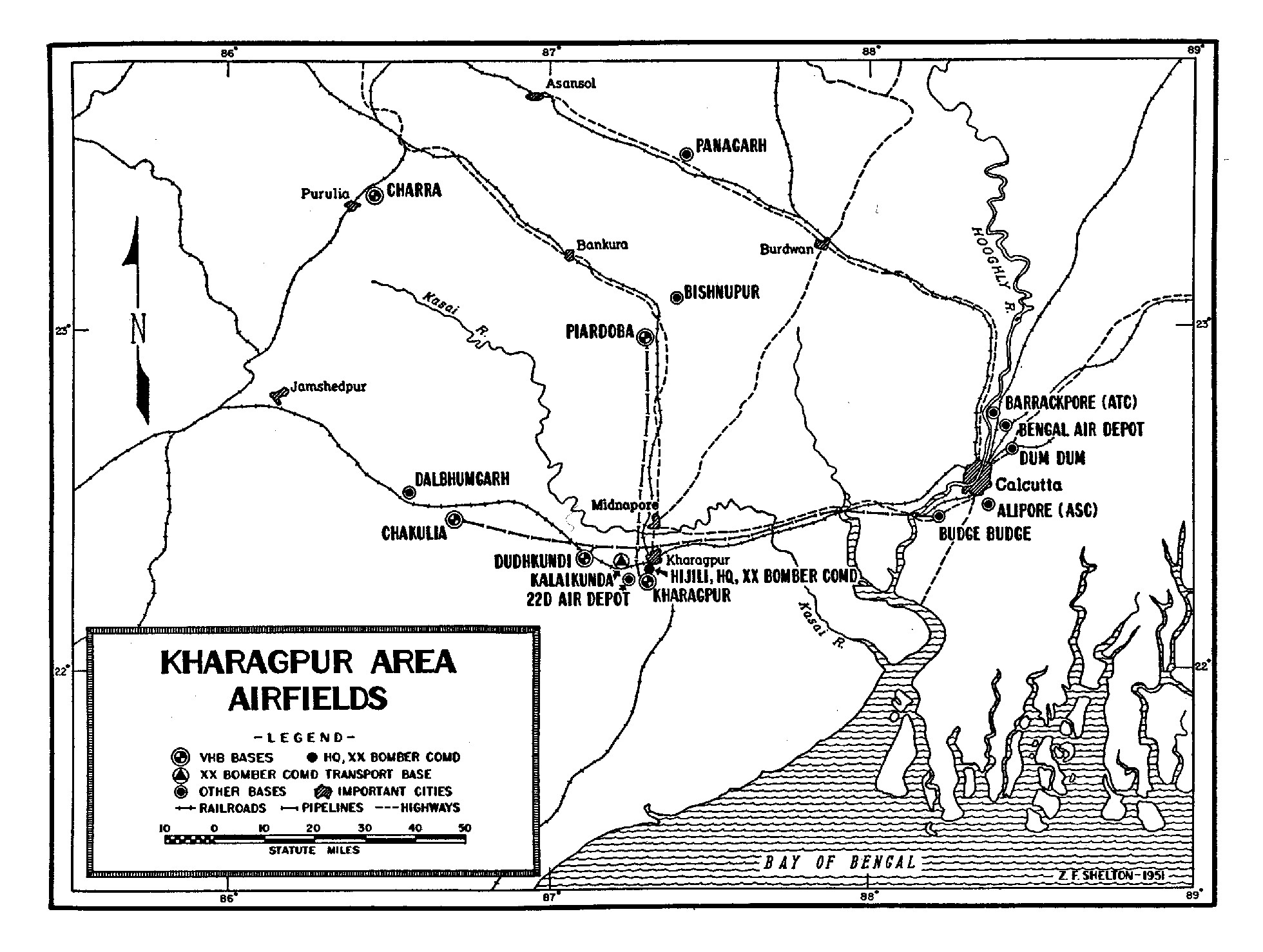
Aérodromes utilisés depuis l'Inde pour Matterhorn.

| 468th Bombardment Group (en)      | Base aérienne de Kalaikunda, Inde | Pengshan Airfield (A-7), Chine           |